# André Köhler
André Köhler (* 28. Februar 1965 in Klingenthal) ist ein ehemaliger deutscher Fußballspieler. Er agierte während seiner Laufbahn in der DDR-Oberliga für Wismut Aue und in der Bundesliga bei Eintracht Frankfurt.

## Sportliche Laufbahn

### Vom Ski zum Fußball
André Köhler begann seine sportliche Laufbahn beim SC Dynamo Klingenthal als Skispringer und Skiläufer. Er wechselte aber schon mit acht Jahren zur Sektion Fußball, die anders als die Wintersportler keinen förderungswürdigen Sportclub darstellten. Nach Abschluss seiner Schulausbildung absolvierte er eine Lehre zum Werkzeugmacher. Im November 1983 wurde er zu einem 18-monatigen Militärdienst bei der NVA eingezogen und spielte während dieser Zeit bei der unterklassigen Armeesportgemeinschaft Vorwärts Erfurt Fußball. Nach der Entlassung aus der Armee schloss sich der 1,85 Meter große Köhler dem zweitklassigen DDR-Ligisten BSG Chemie Böhlen an, absolvierte dort die Spielzeiten 1985/86 und 1986/87 und avancierte zum Leistungsträger der Mannschaft.

### Wismut Aue
Zur Saison 1987/88 wechselte Köhler zum Oberligisten Wismut Aue. Er überwand den Klassenunterschied ohne Schwierigkeiten, wurde sofort Stammspieler und bestritt in seiner ersten Oberligasaison 25 der 26 Punktspiele, hauptsächlich als Vorstopper. Er war somit maßgeblich am 4. Platz der Auer, der besten Platzierung seit Jahren, beteiligt und bestritt anschließend alle vier Spiele im Europapokal. Als zur Saison 1988/89 mit Ulrich Schulze ein neuer Trainer die Mannschaft übernahm, wurde Köhler variabler eingesetzt, spielte aber in der Regel weiter in der Abwehr. Durch seine zeitweilige Rolle im Mittelfeld gelangen ihm in seinen 22 Punktspieleinsätzen fünf Tore.
Am 12. Juli 1989 nutzte Köhler das Intertotocup-Spiel Örgryte IS – Wismut Aue zusammen mit seinen Mitspielern Jens König und Thomas Weiß zur Flucht in die Bundesrepublik. Die drei Spieler erbaten sich beim Delegationsleiter unter dem Vorwand ihre Ausweispapiere, zollfrei einkaufen zu wollen, begaben sich stattdessen aber auf eine Fähre nach Kiel. Dort wandten sie sich an den Bundesgrenzschutz, der sie an die Sozialbehörde in der schleswig-holsteinischen Landeshauptstadt weitervermittelte. Köhler äußerte kurz nach der Ankunft in der Bundesrepublik, dass niemand vor der Flucht von dem Vorhaben wusste. Die drei Spieler verkauften die Exklusivrechte an der Berichterstattung über ihre Flucht an eine Zeitung.
Köhler, König und Weiß nahmen kurz nach der Flucht beim FC Schalke 04 am Training teil, spielten dann beim FC St. Pauli vor. Köhler wurde letztlich vom Bundesligisten Eintracht Frankfurt unter Vertrag genommen, auf Antrag des DDR-Fußball-Verbandes verhängte die FIFA aber eine einjährige Sperre wegen unerlaubten Vereinswechsels. Nach Ablauf der Sperre und dem Mauerfall kehrte Köhler zu Wismut Aue zurück. Die Mannschaft war in der Vorsaison in die Zweitklassigkeit abgestiegen, dort bestritt Köhler in der Saison 1990/91 16 Punktspiele und erzielte drei Tore. Es war seine letzte Saison in Aue, innerhalb von drei Spielzeiten hatte er 80 Pflichtspiele absolviert und dabei zwölf Tore erzielt. In der Oberliga wurde er in 47 Spielen eingesetzt, dort schoss er sieben Tore.

### Eintracht Frankfurt, Fortuna Köln
Im Sommer 1991 kehrte Köhler zu Eintracht Frankfurt in die Bundesliga zurück. Dort konnte er sich nicht durchsetzen und wurde zwischen dem 8. und 15. Spieltag nur viermal kurzzeitig für insgesamt 66 Minuten eingesetzt. Schon im November 1991 wechselte er zum SC Fortuna Köln in die 2. Bundesliga. Dort wurde er vom 19. bis zum letzten 32. Spieltag in 14 Begegnungen als Abwehrspieler eingesetzt. In der Saison 1992/93 stellte Trainer Gerd Roggensack Köhler in das Mittelfeld, wo dieser 45 der 46 Zweitligaspiele bestritt. Seine letzte Profisaison spielte Köhler 1993/94. Vom 1. bis zum 17. Spieltag am 20. November 1993 absolvierte er noch 13 Begegnungen für Fortuna in der 2. Bundesliga, danach zwangen ihn anhaltende Kniebeschwerden zum Karriere-Ende. Für Fortuna Köln hatte er während seiner drei Spielzeiten 72 Punktspiele ohne eigenen Torerfolg bestritten.

### Fußballtrainer
Anschließend kehrte Köhler in das heimatliche Vogtland zurück, wo er von 1999 bis 2006 bei Merkur Oelsnitz in der Bezirksklasse Chemnitz (7. Liga) als Fußballtrainer wirkte. Nach einer dreijährigen Pause ließ sich Köhler in Franken nieder, begann als Fahrlehrer zu arbeiten und übernahm zur Saison 2009/10 das Training des ATSV Münchberg/Schlegel in der Kreisliga Hof/Marktredwitz (10. Liga).
Im Oktober 2011 kehrte Köhler als Cheftrainer zu Merkur Oelsnitz zurück. Die erste Mannschaft war dort nach dem zweimaligen Aufstieg bis in die Landesliga Sachsen Anfang Oktober einschließlich ihres Trainers Michael Hiemisch zurückgetreten und folgte ihrem Hauptsponsor. Drei Wochen später erklärte ein Großteil der Spieler, zumindest bis zur Winterpause für den finanziell angeschlagenen Verein weiter spielen zu wollen. Nach dem Abstieg im Sommer 2012 setzte Köhler seine Trainertätigkeit bei Merkur Oelsnitz in der sächsischen Bezirksliga West fort. Im Juni 2013, Oelsnitz hatte nach einer sensationellen Rückrunde den Klassenerhalt  geschafft, bat Köhler den Vorstand um eine Auszeit und beendete seine Trainerzeit vorerst. Im März 2014 wurde er beim abstiegsgefährdeten oberfränkischen Landesligisten FC Trogen als neuer Trainer vorgestellt.